# Ben's Cookies
Ben's Cookies est une chaîne anglaise de magasins de cookies.

## Histoire
Fondée par Helge Rubinstein en 1984, le premier magasin se trouve au marché couvert d'Oxford. Les magasins se trouvent principalement à Londres, mais aussi dans d'autres villes du Royaume-Uni, à New York et dans d'autres pays.
Ben's cookies propose dix-huit parfums différents de cookies.
Le logotype est l'œuvre de Quentin Blake.